# Kanoe
I Kanoe (o anche Canoé, Capixana, Capichana, Capishana, Canoe, Kanoê, Kanoé, Kapixaná) sono un gruppo etnico del Brasile (Rondônia) che ha una popolazione stimata in circa 150 individui. Parlano la lingua Kanoe (codice ISO 639: KXO) e sono principalmente di fede animista.
Vivono nello Stato brasiliano di Rondônia, nei pressi del fiume Guaporé. Sono vicini all'estinzione. Denominazioni alternative: Canoé, Guaratégaya, Guarategaja, Koaratira, Guaratira, Amniapé, Mekem, Mekéns, Mequem, Mequen, Mequens, Muki.